# Biton
Biton – w mitologii greckiej brat Kleobisa, syn Kidyppy, kapłanki Hery, wzór miłości synowskiej.
Nie mając wołów, które pracowały w polu, wraz z bratem wprzęgł się do wozu i wiózł matkę do oddalonej świątyni. Kidyppa, poruszona ich czcią, poprosiła bogów o największe szczęście dla swoich synów - wtedy Hera wysłała do nich Tanatosa (śmierć) w czasie snu.

## Przedstawienia Bitona w sztuce
- Kleobis i Biton – posągi z Delf, ok. 580 r. p.n.e.
- Kleobis i Biton – płaskorzeźba na starożytnym rzymskim ołtarzu
- Nicolas Loir, Kleobis i Biton, Budapeszt